# Liste des évêques de Mongu
Liste des évêques de Mongu
(Dioecesis Monguensis)
L'évêché de Mongu est créé le 14 juin 1997, par détachement de celui de Livingstone.

## Sont évêques
- 14 juin 1997-15 février 2011 : Paul Duffy (Paul Francis Duffy)
- depuis le 15 février 2011 : Evans Chinyemba (Evans Chinyama Chinyemba)

## Sources
- L'ANNUAIRE PONTIFICAL, sur le site http://www.catholic-hierarchy.org, à la page http://www.catholic-hierarchy.org/diocese/dmong.html